# Lepopelci
Lepopelci (makedonsky: Лепопелци) je vesnice v Severní Makedonii. Nachází se v opštině Češinovo-Obleševo ve Východním regionu.

## Geografie
Vesnice se nachází v údolí Kočanska kotlina, západně od města Kočani. Leží v nadmořské výšce 360 metrů.

## Historie
Místo bylo osídleno již v pozdní antice, což dokládá archeologické naleziště Gramadi za vesnicí.
Na konci 19. století byla vesnice součástí Osmanské říše. Podle bulharského etnografa a spisovatele Vasila Kančova žilo v roce 1900 ve vesnici 140 obyvatel, hlásících se k makedonské národnosti a křesťanské víře.
Ve 20. století byla vesnice součástí Jugoslávie, konkrétně Socialistické republiky Makedonie.

## Demografie
Podle sčítání lidu z roku 2002 žije ve vesnici 17 obyvatel, z toho 8 jsou Makedonci a 9 Vlaši.
| Rok          | 1900 | 1905 | 1948 | 1953 | 1961 | 1971 | 1981 | 1991 | 1994 | 2002 |
| ------------ | ---- | ---- | ---- | ---- | ---- | ---- | ---- | ---- | ---- | ---- |
| Obyvatelstvo | 140  | 120  | 135  | 138  | 156  | 88   | 37   | 17   | 18   | 17   |